# Isabela Petrașincu
Isabela Petrașincu (n. 3 noiembrie 1931 - d. 2018) a fost o realizatoare de filme de animație cu păpuși, regizoare de filme de animație și profesoară română.

## Biografie
Isabela Petrașincu a absolvit Facultatea de Arhitectura din cadrul Institutului “Ion Mincu” din București.
Petrașincu a fost scenograf și desenator la Studioul Animafilm. Începând cu 1970 si până în 1994 a regizat zeci de filme de animatie cu cartoane decupate si păpuși.
Până în a participat la 17 expoziții internaționale de scenografie de film de animație (Lundt, Annecy, Viena).
Isabela Petrașincu a predat cursuri de regie de film de animație la UNATC și artă la Liceul de Arte Plastice “Nicolae Tonitza” din București.

## Filmografie și premii
- 1971 — Comoara din piramidă
- 1973 — Parada cifrelor,  Marele premiu Delfinul de Aur la Festivalul de Film de la Teheran
- 1974 — Cum a plecat nota 3
- 1975 — A venit vacanța
- 1976 — Meseria care-mi place
- 1977 — Făt Frumos
- 1978 — Lâna
- 1979 — Lupul
- 1980 — Ce mai faci vecine?
- 1980 — Săniuța năzdrăvană
- 1981 — Surpriza
- 1982 — Lupul scamator
- 1982 — Roboțelul din pădure
- 1982 — Vizita bunicii
- 1983 — Licuriciul supărat
- 1983 — Un vânător de temut
- 1984 — Cine nu muncește, nu mănâncă'
- 1984 — Graba strică treaba
- 1985 — La datorie
- 1986 — Cadoul ursuleților
- 1986 — Lupul cel harnic
- 1987 — Poveste cu gheme de lână, selecționat pentru  Festivalul Internațional de Film de Animatie de la Annecy
- 1988 — Micii sportivi
- 1988 — Pățaniile bursucului egoist
- 1989 — Temelie
- 1989 — Trenulețul - Premiul pentru film de animație ACIN[2]
- 1990 — Păpușa
- 1990 — Mami
- 1990 — Prietenie
- 1991 — Livada
- 1992 — Întâmplări la miezul nopții
- 1992 — Noapte de iarnă
- 1992 — Micul elefant
- 1993 — Proverbe
- 1994 — Formula unu

## Recunoaștere
În 1973 Petrașincu a fost premiată la Teheran pentru episodul-pilot al mini-seriei Parada cifrelor.
În 2011 Petrașincu a primit premiul Anim’est pentru întreaga activitate.